# Даніель Свенссон (футболіст)
Данієль Свенссон (швед. Daniel Svensson, нар. 12 лютого 2002, Стокгольм, Швеція) — шведський футболіст, фланговий захисник данського клубу «Норшелланн» і збірної Швеції.
На правах оренди грає в дортмундській «Боруссії».

## Ігрова кар'єра

### Клубна
Данієль Свенссон народився у Стокгольмі і є вихованцем столичного клубу «Броммапойкарна». У 2020 році футболіст дебютував в основі клуба у турнірі Супереттан. Провів за команду шість матчів і влітку того року перейшов до данського «Норшелланна». Першу гру в чемпіонаті Данії Свенссон зіграв у листопаді того року проти «Ольборга».
В лютому 2025 року Свенссон на правах оренди до кінця сезону перейшов до дортмундської «Боруссії».

### Збірна
Виступав за юнацькі збірні Швеції. У червні 2021 року дебютував у складі молодіжної збірної Швеції.
6 жовтня 2024 року вперше викликаний до збірної Швеції головним тренером Йон-Далем Томассоном для участі в матчах Ліги націй УЄФА проти збірних Словаччини та Естонії. 14 жовтня в поєдинку з Естонією дебютував за збірну Швеції, вийшовши на заміну Ясіну Аярі.